# Ahuacatlán (Puebla)
Ahuacatlán (del náhuatl: ahuácatl, -tlan ‘aguacate, En el o lugar’‘En el ahuacatal o Lugar de aguacates’) es una población mexicana del estado de Puebla, y cabecera del municipio homónimo.

## Demografía
Según el II Conteo de Población y Vivienda que llevó a cabo el Instituto Nacional de Estadística y Geografía (INEGI) en 2005, la población de Ahuacatlán tenía hasta entonces un total de 945 habitantes; de dicha cifra, 452 eran hombres y 493 eran mujeres.